# Iglesia evangélica luterana Concordia
La Iglesia Evangélica Luterana Concordia (Евангелическо-Лютеранская Церковь "Согласие") es una pequeña confesión luterana asentada en Rusia. Fue establecida en 1992.

## Afiliación
La Iglesia Evangélica Luterana Concordia es miembro de la Conferencia Luterana Evangélica Confesional.